# Julius Curtius
Julius Curtius (Duisburgo, 7 de febrero de 1877-Heidelberg, 10 de noviembre de 1948) fue un político alemán. Desde el 20 de enero de 1926 hasta el 11 de noviembre de 1929 fue ministro de Economía de Alemania (de la República de Weimar). Después de la muerte de Gustav Stresemann el 3 de octubre de 1929 también fue ministro de Asuntos Exteriores como cargo accesorio y desde el 11 de noviembre de 1929 hasta el 3 de octubre de 1931 fue ministro de Asuntos Exteriores de forma regular.

## Biografía

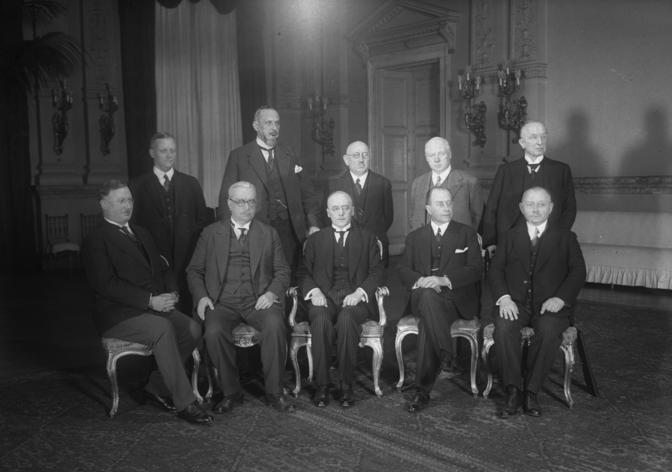
Primer gabinete Brüning; Curtius es el 2º por la derecha de la fila inferior.

Nacido en Duisburgo, Imperio alemán, el 7 de febrero de 1877, estudió Derecho en Kiel, Estrasburgo y Bonn y se doctoró en Berlín. Desde 1905 trabajó como abogado en Heidelberg. Participó en la Primera Guerra Mundial. Fue concejal de Heidelberg y después trabajó como abogado otra vez. De 1920 a 1932 fue miembro del parlamento alemán (entonces con el nombre de Reichstag) para el Partido Popular Alemán.
Fue ministro de Economía de la República de Weimar entre 1926 y 1929.
Ejerció de ministro de Asuntos exteriores en sendos gabinetes Müller y Brüning desde 1929, sustituyendo a Gustav Stresemann. Curtius, que desarrolló una política exterior más agresiva que su predecesor, cesó el 3 de octubre de 1931. Fue sucedido por el canciller Brüning, que asumiría también las competencias de exteriores.
Falleció el 10 de noviembre de 1948 en Heidelberg.